# Plünderung von Porvoo
1. Phase: Schwedische Dominanz (1700–1709)
Dänischer Kriegsschauplatz (1700)
Humlebæk • Tönning I 
Livländ./ Estnischer Kriegsschauplatz (1700–1708)
Riga I • Jungfernhof • Varja • Pühhajoggi • Narva • Petschora • Düna • Rauge • Erastfer • Hummelshof • Embach • Tartu • Narva II • Wesenberg I • Wesenberg II
Ingermanländ./ Finnischer Kriegsschauplatz (ab 1701)
Archangelsk • Ladogasee • Nöteborg • Nyenschanz • Newa • Systerbäck • Petersburg • Wyborg I • Porvoo • Newa II • Koporje II • Kolkanpää
Litauisch-weißrussischer Kriegsschauplatz (1702–1706)
Vilnius • Saladen • Jakobstadt • Gemauerthof • Mitau • Grodno I • Olkieniki • Njaswisch • Klezk • Ljachawitschy
Polnischer Kriegsschauplatz (1702–1706)
Klissow • Pułtusk • Thorn • Lemberg • Warschau • Posen • Punitz • Tillendorf • Rakowitz • Praga • Fraustadt • Kalisch 
Russischer Kriegsschauplatz (1708–1709)
Grodno II • Golowtschin • Moljatitschi • Rajowka • Lesnaja • Desna • Baturyn • Koniecpol • Weprik • Opischnja • Krasnokutsk • Sokolki • Poltawa I • Poltawa II
2. Phase: Schweden in der Defensive (1710–1721)
Baltischer und Finnischer Kriegsschauplatz (bis 1714)
Riga II • Wyborg II • Pernau • Kexholm • Reval • Hogland • Pälkäne • Storkyro • Nyslott • Hanko 
Schwed./Norwegischer Kriegsschauplatz (1710–1721)
Helsingborg • Køge-Bucht • Bottnischer Meerbusen • Frederikshald I • Dynekilen-Fjord • Göteborg I • Strömstad • Trondheim • Frederikshald II • Marstrand • Ösel • Göteborg II • Södra Stäket • Grönham • Sundsvall
Norddeutscher Kriegsschauplatz (1711–1716)
Elbing • Wismar I • Lübow • Stralsund I • Greifswalder Bodden I • Stade • Rügen • Gadebusch • Altona • Tönning II • Stettin • Fehmarn • Wismar II • Stralsund II • Jasmund • Peenemünde • Greifswalder Bodden II • Stresow 
Die Plünderung von Porvoo (auch Plünderung von Borgå genannt) war eine militärische Auseinandersetzung im Großen Nordischen Krieg.
Die Plünderung der Stadt Porvoo [ˈpɔrvɔː] (schwedisch Borgå [ˈbɔrgoː]) ereignete sich am 6. Juli und 7. Juli 1708. Russische Angriffstruppen landeten an der Südküste Finnlands und überfielen das ungeschützte Porvoo und andere Städte.

## Im Vorfeld
| \| Plünderung von Porvoo \| |
| Lage des Schlachtfeldes     |
| Plünderung von Porvoo       |

Nach der Erbauung von Sankt Petersburg und den Werften entlang der Newa erlangten die Russen langsam die Vorherrschaft im Ostseeraum. Die schwedische Flotte unternahm nur wenig gegen die Russen. Diese wiederum rüsteten immer weiter auf.
Russische Kräfte unternahmen im Herbst 1706 Angriffe auf dem Territorium von Finnland. Bei Systerbäck schlugen sie schwedische Truppen und zogen Richtung Wyborg, um diese Festung zu belagern. Die Belagerung musste aus Mangel an Lebensmitteln und Belagerungsgeschützen abgebrochen werden. Die russischen Truppen zogen sich nach Ingermanland zurück und blieben in Verteidigungsposition.
Ab dem Frühjahr 1707 unternahm die russische Marine immer wieder Streifzüge an die finnische Südküste, um die schwedischen Truppen zu beschäftigen. Einer dieser Angriffe galt Porvoo.

## Der Angriff
In der Nacht vom 6. Juli 1708 landeten etwa 16.000 Soldaten, sowohl Infanterie als auch Kavallerie, an der Südküste von Finnland. Die meisten schwedischen Soldaten befanden sich auf dem Weg nach Wyborg. Gouverneur Lybecker plante für den August einen Einmarsch in Ingermanland und die Eroberung von Petersburg.
Die Stadt Porvoo wurde von den Russen geplündert und komplett niedergebrannt. General Lybecker versuchte, die Russen nach einigem Zögern bei Porvoo in eine offene Feldschlacht zu verwickeln. Dies misslang jedoch, denn die russischen Truppen unter dem Oberbefehl von Fjodor Apraxin waren bereits nach Helsinki weitermarschiert.
Die Stadt Helsinki (schwedisch: Helsingfors) wurde von den Russen am 10. Juli geplündert.

## Die Folgen
Die russische Flotte zog sich nach diesem Streifzug in die Gewässer vor Sankt Petersburg zurück. Die Truppen wurden als Verstärkung der neuen Hauptstadt verwendet.
Im Oktober des Jahres 1713 wurden Porvoo und Helsingfors erneut von den Russen belagert und erobert. Die schwedische Garnison in Helsingfors brannte die Stadt nieder, damit die Russen keine Quartiere für den herannahenden Winter hatten.